# فهرست بازی‌های با تاس
بازی‌های تاسی بازی‌های که استفاده یا ترکیب یک یا چند تاس به عنوان تنها خود یا جزء مرکزی، معمولاً به عنوان یک دستگاه تصادفی.
موارد زیر بازی‌هایی هستند که تا حد زیادی، اگر نه کاملاً، به تاس بستگی دارند:
- تخته نرد
- Balut
- Beetle
- Boggle
- Bunco
- Button Men
- Cee-lo
- Chō-han
- Chaupar
- Chuck-a-luck
- Craps / Seven-Eleven
- Crown and Anchor
- Dayakattai
- Dice 10000 / 5000 / 1000
- Diceball!
- Dice Chess
- Drop Dead
- Dudo
- Duell
- سیاه‌چال‌ها و اژدهایان
- Elder Sign
- Farkle
- Hazard
- Jacquet
- Kismet
- Liar's Dice
- Ludo
- Macao
- Mia
- Midnight
- Owzthat
- Pandemic: The Cure
- Pencil cricket
- Pig
- Pugasaing
- Quarriors!
- Shut the box
- Trictrac
- Sic Bo
- Yacht
- یاتزی
- Zambales Dice Game
- Zombie Dice

## بازی های تاس کلکسیونی
پس از موفقیت بازی‌های کارتی کلکسیونی، تعدادی بازی تاس کلکسیونی منتشر شده‌است. اگرچه اکثر این بازی‌های تاس کلکسیونی مدت‌هاست که چاپ نشده‌اند، هنوز هم تعداد کمی از آن‌ها دنبال می‌شوند.
برخی از بازی‌های تاس کلکسیونی عبارتند از:
- نبرد تاس
- سرزمین تاس
- تاس اژدها
- استادان تاس
- جنگ ستارگان: سرنوشت